# شب واقعه
شب واقعه فیلمی به کارگردانی شهرام اسدی و نویسندگی همایون شهنواز ساختهٔ سال ۱۳۸۷ است. شب واقعه دربارهٔ زندگی دریاقلی سورانی است.

## داستان
چهلمین روز بعد از آغاز جنگ ایران و عراق، دریاقلی سورانی پس از آن که خانواده اش را از شهر آبادان راهی می‌کند، به اوراق فروشی خود در حاشیه بهمن شیر برمی گردد و با ماجراهایی روبرو می‌شود.

## حواشی
در این فیلم، سکانسی وجود دارد که طی آن، جوان ۱۸ ساله ای که بومی بود و تجربه بازیگری هم نداشت، به داخل بهمنشیر می‌رفت و بعد از کمی شنا، از آب بیرون می‌آمد. اما بعد از مدتی شنا، او به زیر آب می‌رود و غرق می‌شود.

## بازیگران
- حمید فرخ‌نژاد در نقش دریاقلی سورانی
- لادن مستوفی
- حبیب دهقان‌نسب
- آتش تقی‌پور
- آرا اصلانیان
- آرتویت زهرابیان

## جوایز

### دوره بیست و هشتمجشنواره بین‌المللی فیلم فجر
- سیمرغ بلورین بهترین کارگردانی: شهرام اسدی
- سیمرغ بلورین بهترین طراحی صحنه و لباس: عباس بلوندی
- سیمرغ بلورین بهترین جلوه‌های ویژه میدانی: محسن روزبهانی
- سیمرغ بلورین بهترین فیلمنامه: همایون شهنواز